# Bucky Lasek
Charles 'Bucky' Lasek (nascido em 3 de dezembro de 1972, em Dundalk, Maryland) é um skatista profissional.

## Bucky Lasek
Lasek começou a andar de skate com 12 anos, logo após ter sua bicicleta roubada. Depois de competir em alguns eventos amadores, ele rapidamente foi notado pelos caçadores de talentos de Powell Peralta, em 1987. 
Lasek tornou-se profissional em 1990 - porém, neste tempo, andar de skate e o skate vertical particularmente começaram a perder popularidade, e a carreira de Lasek afundou. Quando a ESPN trouxe o skate vertical como parte dos X Games, na década de 90, a carreira de Lasek deu uma reviravolta e ele tornou-se um dos skatistas mais reconhecidos do momento.
Hoje, Lasek é considerado como um dos skatistas de vertical mais consistente do esporte. 
Ele freqüentemente realiza manobras inovadoras e técnicas e as completa com singular regularidade. Uma de suas manobras 'assinatura' realizada em competições é a Heelflip Frontside Gay Twist and Switch Frontside 540. Ele também é o único skatista a girar seu skate para um invert (Heelflip Frontside Invert), e o único a fazer um 720 e aterrissar de costas (forward-to-fakie Indy 720, conhecido como "MacKenzie").
Até 2011, Bucky Lasek havia ganhado quatorze medalhas nos X Games, incluindo seis de ouro. Em 2004 também conquistou títulos como Vans Triple Crown, Gravity Games, e o Slam City Jam. Atualmente reside em Carlsbad, Califórnia, com sua mulher e dois filhos, Paris e Devin.Lasek  faturou recentemente o X games MUNICH 2013

## Premiação em competições
- 1º em 2013 - X Games: vertical
- 3º em 2011 - X Games: vertical
- 2º em 2009 - X Games: vertical
- 2º em 2008 - X Games: vertical
- 1º em 2006 - X Games: melhor manobra vertical
- 3º em 2006 - X Games: vertical
- 1º em 2005 - Overall Dew Action Sports Tour Champion: vertical
- 1º em 2004 - Slam City Jam: vertical
- 1º em 2004 - X Games: vertical
- 1º em 2003 - X Games: vertical
- 1º em 2003 - X Games: duplas vertical (com Bob Burnquist)
- 1º em 2002 - Slam City Jam: vertical
- 2º em 2002 - X Games: duplas vertical (com Bob Burnquist)
- 2º em 2001 - X Games: vertical
- 1º em 2000 - X Games: vertical
- 9º em 2000 - X Games: duplas vertical
- 1º em 1999 - X Games: vertical
- 5º em 1999 - X Games: melhor manobra vertical
- 2º em 1999 - X Games: duplas vertical
- 4º em 1988 - X Games: vertical
- 2º em 1998 - X Games: duplas vertical
- 4º em 1997 - X Games: vertical

## Automobilismo
Lasek ganhou em 2006 o Toyota Pro/Celebrity auto race.

## Tony Hawk's Pro Skater
Lasek faz parte da série de jogos Tony Hawk's Pro Skater, nas edições 1, 2, 3 e 4, bem como em Tony Hawk's Underground.